# Tissanga zambiana
Tissanga zambiana is een vlinder uit de familie Eupterotidae. De wetenschappelijke naam van deze soort is voor het eerst geldig gepubliceerd in 2012 door Darge & Minetti.
De soort komt voor in tropisch Afrika.